# قرار مجلس الأمن التابع للأمم المتحدة رقم 1164
قرار مجلس الأمن التابع للأمم المتحدة رقم 1164، الذي اتخذ بالإجماع في 29 نيسان/أبريل 1998، بعد إعادة تأكيد القرار 696 (1991) وجميع القرارات اللاحقة بشأن أنغولا، مدد المجلس ولاية بعثة مراقبي الأمم المتحدة في أنغولا.
أحاط مجلس الأمن علما بالتقدم الذي أحرزته حكومة أنغولا للوحدة والمصالحة الوطنية ويونيتا نحو تنفيذ جوانب بروتوكول لوساكا، بما في ذلك إصدار قانون يمنح مركزا خاصا لقائد يونيتا جوناس سافيمبي، من حكام يونيتا، وقائمة السفراء الذين رشحتهم يونيتا، ووقف البث الإذاعي العدائي، وإنشاء مقر يونيتا في العاصمة لواندا.
ودُعيت الحكومة الأنغولية ويونيتا إلى تنفيذ جميع الالتزامات المتبقية بموجب اتفاقات السلام وقرارات مجلس الأمن. وطالب المجلس بأن تقوم يونيتا بإنهاء حالات التأخير والربط بالقضايا غير ذات الصلة، واستكمال تطبيع إدارة الدولة في مدينتي أندولو وبايلوندو. وأدان بشدة هجمات يونيتا على قوات البعثة والسلطات الأنغولية والشرطة والمدنيين، وحثت البعثة على التحقيق في هجوم وقع مؤخرا.
وكرر القرار توصية الأمين العام كوفي عنان بتقليص العنصر العسكري لبعثة مراقبي الأمم المتحدة في أنغولا، وترك سرية مشاة ووحدة هليكوبتر وموظفين طبيين و 90 مراقبا عسكريا متبقين حتى 1 تموز/يوليو 1998 وفي الوقت نفسه، سيرتفع عدد مراقبي الشرطة تدريجياً إلى 83 للمساعدة في تطبيع سلطة الدولة في جميع أنحاء أنغولا وتدريب الشرطة الوطنية. واختتمت بطلبها من البلدان أن تواصل إنفاذ التدابير ضد يونيتا، وأن يطلب إلى الأمين العام أن يقدم بحلول 17 حزيران/يونيو 1998 تقريرا عن حالة عملية السلام وتوصيات بشأن وجود مستقبلي للأمم المتحدة في أنغولا.

## روابط خارجية
- نص القرار في undocs.org